# Déshumanisation
La déshumanisation, en son sens commun, correspond à l'action de déshumaniser, « de faire perdre son caractère humain à un individu, à un groupe, de lui enlever toute générosité, toute sensibilité ». Dans le domaine de la psychologie sociale, ce concept renvoie au processus psychologique par lequel un individu, ou un groupe d'individus, perçoit et traite d'autres êtres humains comme inférieurs au genre humain, n'étant que partiellement humains voire non-humains. Ce sujet est apparu relativement tard dans le paysage de la recherche scientifique. Herbert C. Kelman et Ervin Staub seront les premiers à s'y intéresser de manière systématique à partir de la deuxième moitié des années 70. 
La déshumanisation peut avoir lieu dans différents contextes tels que les conflits intergoupes mais elle peut également s'illustrer dans des phénomènes sociaux classiques du quotidien, comme le désengagement moral (en). Le comportement déshumanisant ne nécessite pas forcément une idéologie raciste ou xénophobe pour s'exprimer. Dans certains cas, elle peut même s'avérer utile. En effet, dans le domaine de la médecine par exemple, la déshumanisation permet un certain recul, pouvant être considéré comme professionnel. La déshumanisation peut également prendre différentes formes, comme l'infrahumanisation, la déshumanisation animale et mécaniste. Même si la déshumanisation semble être un phénomène répandu, il est toujours possible de développer des stratégies d'évitement à son égard.

## Histoire
En psychologie sociale, les premières réflexions sur le sujet ont principalement abordé la déshumanisation du point de vue de la légitimation de la violence, de l'exclusion, du désengagement moral et des valeurs, en s'intéressant pour la plupart au déni des victimes lors de conflits intergroupes tels que les génocides. Les différents travaux effectués ont en commun le fait d'envisager la déshumanisation au travers de contextes d'agression, en lien avec la violence (en tant que cause ou conséquence), de s'intéresser aux motivations personnelles et sociales ainsi qu'à la fonction que peut avoir ce processus à ces différents niveaux.
Les théories plus récentes ont, quant à elles, mis en évidence que le processus de déshumanisation est bien plus courant qu'on ne le pensait jusqu'alors. En effet, ce phénomène peut également se manifester dans certains contextes de la vie quotidienne, tels que le domaine des soins médicaux ou encore la différence de genre. Avec la théorie de l'infra-humanisation de Leyens et collègues apparaît l'idée que la déshumanisation peut également prendre une forme plus subtile que ne le suggéraient les premières études. Elle peut par exemple s'exprimer à travers le déni d'existence d'émotions secondaires chez certains individus. Haslam, quant à lui, s'est attaché à définir le concept d'« humanité » afin d'expliquer les bases des deux formes de déshumanisation qu'il conceptualise: la forme animale et la forme mécaniste.

### Déshumanisation des victimes
En 1973, au travers d'un article s'inscrivant dans le sillage des réflexions de Hannah Arendt sur la « banalité du mal », Herbert Kelman est l'un des premiers psychologues sociaux à s'intéresser à la déshumanisation. Plus précisément, il s'interroge sur les sources de la violence de masse organisée et institutionnalisée, comme les génocides perpétrés dans des contextes de guerres internationales (Seconde Guerre mondiale) et civiles, de luttes révolutionnaires, de conflits coloniaux et ethniques ainsi que de changements politiques. Ainsi, il cherche à comprendre ce qui peut, psychologiquement et socialement, rendre possible de tels actes. Investiguant les facteurs pouvant réduire la morale qui permet de faire obstacle aux massacres d'autres êtres humains, il rejette l'idée des dispositions psychologiques individuelles au sadisme par manque de preuves scientifiques. Il appuie plutôt ses réflexions sur l'idée d'un manque de restrictions morales face à la violence, en présentant et développant trois processus psychosociaux intercorrélés : l'autorisation, l'instauration de routines et la déshumanisation.
Selon Kelman, l'autorisation correspond à une légitimation des actes posés à la suite d'une obligation d'obéir à des ordres. Certaines situations autoriseraient donc l'individu à ne pas appliquer ses standards moraux en lui permettant de ne pas se sentir responsable des conséquences de son obéissance. Cette idée selon laquelle l'individu ne serait pas responsable de ses actes, ne se trouverait plus dans une position d'agent puisque simple exécutant des volontés du pouvoir légitime, rejoint les résultats des recherches de Stanley Milgram sur la soumission à l'autorité À côté de ce premier processus, l'instauration de routines, de procédures, permettrait également de réduire les éventuelles résistances car l'organisation des comportements à accomplir peut détourner l'individu des questions d'ordre moral. De plus, la mise en place de procédures peut permettre de légitimer et de normaliser les actions. Finalement, la déshumanisation des victimes permettrait à l'individu de ne pas avoir à appliquer ses principes moraux à l'encontre du meurtre. En effet, si les personnes face auxquelles celui-ci se trouve confronté se voient exclues de l'humanité et privées d'une part — ou de la totalité — de leur identité, cela signifie que les principes et valeurs s'appliquant habituellement aux êtres humains, telles que l'empathie et la compassion, ne doivent pas nécessairement s'appliquer. La déshumanisation des ennemis serait ainsi très répandue en temps de guerre tout comme celle de groupes raciaux, religieux, ethniques ou politiques ayant une histoire différente de celle du groupe dominant. Kelman évoque également la déshumanisation des persécuteurs, parallèlement à celle des victimes. Ce processus de déshumanisation serait progressif et aurait pour conséquence une perte de capacité à agir en tant qu'être moral en raison du non questionnement de l'obéissance et l'exécution de routines. Les persécuteurs seraient comme aliénés, devenant incapables de se distancer des tâches qu'ils ont à accomplir.

### Origines du«Mal»
Dans la même logique que celle de Kelman, et à peu près vers la même époque, Ervin Staub s'est interrogé sur les origines de ce qu'il nomme le « Mal ». Par ce terme, porteur d'une connotation religieuse, il désigne un certain type de mauvaises actions provoquant une aversion chez l'être humain. Plus précisément, il s'agit des actes de violence (individuels ou collectifs) visant à nuire, voire à blesser autrui. Selon Staub, la violence collective correspond à un processus évolutif trouvant son origine dans la frustration de besoins humains primaires tels que les besoins de sécurité, d'identité positive, de contrôle et de compréhension du monde qui nous entoure, et d'autonomie. Cette violence émergerait plus facilement lorsque les conditions de subsistance deviennent difficiles au sein d'une société en raison de problèmes économiques, de conflits politiques ou encore de changements sociaux importants. 
Ainsi, en ces temps difficiles, les individus chercheraient à identifier un ennemi pouvant être considéré comme un obstacle à l’assouvissement de ces besoins primaires, voire responsable de leur frustration. La violence face à ce groupe devient alors acceptable : l'idée selon laquelle il serait responsable de la frustration des besoins peut mener à ce que les individus, les normes sociales, les institutions et la culture changent en faveur de l'acceptation de l'usage d'une plus grande violence. C'est à ce moment qu'interviendrait le processus de déshumanisation qui s'appuie sur la dépréciation des ennemis devenus victimes. Les victimes sont alors considérées comme moins qu'humaines, permettant ainsi de justifier que les valeurs morales opposées à l'attaque et au meurtre ne s'appliquent plus. La protection de la pureté, de la vie, du bien-être des siens ou encore la volonté de créer une société meilleure prennent par conséquent le dessus sur les valeurs d'humanité.

### Désengagement moral
En ce qui le concerne, Albert Bandura s'est intéressé à la déshumanisation dans le cadre de ses études sur le désengagement moral (en). Dans un article de 1999, il développe l'idée selon laquelle l'exercice de la morale revêtirait deux aspects: l'inhibition et la « proaction ». Le premier aspect permettrait à l'être humain de modérer ses comportements potentiellement inhumains au regard de ses standards moraux tandis que le second le pousserait à agir de façon humaine, c'est-à-dire en accord avec ces mêmes standards. Cependant, si l'être humain a appris et intégré les standards moraux de sa culture à la suite des exigences extérieures et des sanctions sociales rencontrées au cours de son développement et de sa socialisation, il lui est tout de même possible de se désengager de ses auto-censures morales grâce à des manœuvres tant sociales que psychologiques. Ainsi, Bandura définit huit types de manœuvres permettant de se désengager moralement et pouvant, par conséquent, conduire à l'accomplissement d'actions inhumaines - à savoir la justification morale, l'étiquetage euphémique, la comparaison avantageuse, le déplacement de responsabilité, la diffusion de responsabilité, le mépris ou la déformation des conséquences, la déshumanisation et l'attribution de blâme.
La déshumanisation est ici décrite comme l'un des ingrédients central dans l'accomplissement d'atrocités, dans le sens où il s'agit d'un type de désengagement moral qui opère directement sur les personnes victimes d'actions préjudiciables. L'auto-censure morale dépendant, entre autres, de la manière dont sont perçus les individus ou les groupes malmenés, la déshumanisation rend donc le recours à la violence plus facile. En effet, tout comme Kelman et Staub, Bandura définit la déshumanisation comme le fait de désinvestir certains êtres humains de leur humanité, ou d'une partie de celle-ci. Dès lors, les personnes déshumanisées ne sont plus considérées comme porteuses d'émotions et d'espoirs, mais comme des sauvages, des dégénérés, de la crasse, voire d'autres représentations dépréciantes.

## Définition de la notion humaine
L'humanité pourrait être décrite comme un énorme réseau d'individus veillant plus ou moins les uns sur les autres, se reconnaissant comme des êtres singuliers et tentant de respecter au mieux les droits de chacun. Dès lors, être considéré comme un être humain signifierait que les membres qui composent l'humanité accordent une identité à un individu tout en lui reconnaissant une valeur ainsi que la capacité à faire ses propres choix, à mener sa vie en fonction de ses attentes, valeurs et buts personnels. Cela signifierait également une reconnaissance de ses appartenances identitaires et communautaires. Inclure un individu dans cet ensemble qu'est l'humanité implique finalement que sa mort fasse écho, qu'elle renvoie à cette idée que toute vie humaine à une fin et provoque un sentiment de perte parmi les membres de l'humanité.
Nick Haslam, psychologue social ayant développé l'une des théories les plus récentes au sujet de la déshumanisation, propose une définition plus précise de l'humanité en mettant en exergue deux types de caractéristiques : les caractéristiques human uniqueness (UH) et human nature (HN). Les caractéristiques human uniqueness permettent de distinguer les hommes des animaux. Il s’agit de la culture, de la moralité, de la logique, du raffinement et de la maturité.  Ces dernières sont acquises par le processus de socialisation et sont par conséquent susceptibles de variations selon les individus et selon les cultures. Les secondes, quant à elles, permettent de différencier les hommes des objets. Il s’agit des caractéristiques inhérentes à la nature humaine telles la réactivité émotionnelle, la chaleur interpersonnelle, la curiosité, la qualité d’agent et la profondeur. Elles font référence à l’essence-même de l’être humain et seraient ainsi universelles et naturelles.

## The Dual Model of Dehumanizationde Nick Haslam
Alors que de nombreux auteurs considèrent la déshumanisation comme un processus émergeant dans un contexte de conflit intergroupe et de violence, Haslam et ses collègues proposent un modèle dans lequel la déshumanisation est un phénomène de société quotidien résultant de processus sociaux-cognitifs ordinaires au sein de relations interpersonnelles. Ce processus est alors subtil et implicite.
Ces auteurs mettent en lien le concept de déshumanisation avec celui d’humanité. En effet, selon Haslam « un concept théorique adéquat de la déshumanisation requiert une compréhension claire de l’humanité. » Ils introduisent ainsi un nouveau modèle théorique au sein duquel sont distinguées deux formes de déshumanisation : la déshumanisation mécaniste et animale. Selon ces auteurs, ces dernières correspondent à la négation de deux formes d’humanité : les caractéristiques possédées exclusivement par les êtres humains (UH) (Uniquely human characteristics), telles que la morale, la culture ou encore la logique, et les caractéristiques qui renvoient à la nature humaine (HN) (Human Nature), telles que les émotions et la curiosité. La déshumanisation émergerait lorsque ces caractéristiques se voient refusées à un individu ou à un groupe d’individus.

## Types

### Déshumanisation animale
La déshumanisation animale renvoie au fait de considérer un individu comme un animal en lui retirant les attributs propres à l’être humain, tels que son intelligence, sa moralité, sa culture, son contrôle de soi ou encore sa grossièreté. Son comportement serait ainsi perçu comme moins rationnel que les autres, davantage guidé par des instincts et des désirs. Cette négation des caractéristiques humaines d’un individu peut intervenir au sein de relations et de comparaisons interpersonnelles tout comme intergroupes, après la violation de normes communes par exemple, et mène à distinguer les individus en deux catégories : les hommes et les animaux. Il s’agit d’une comparaison verticale : les hommes et les « sous-hommes » considérés comme inférieurs sur l’échelle de l’évolution ou du développement. Ce processus peut être accompagné d’humiliation et d’avilissement. On le retrouve souvent dans le contexte de conflits ethniques. Les différences intergroupes y sont perçues d’autant plus importantes que les frontières intergroupes sont imperméables.

### Déshumanisation mécaniste

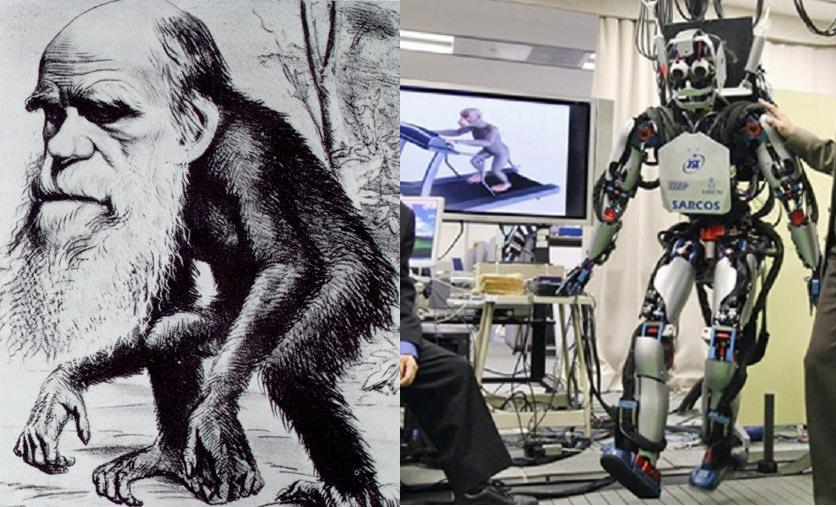
Déshumanisation animale et mécaniste.

Dans le processus de déshumanisation mécaniste, l’individu ou le groupe est traité comme un objet. La perception d’autrui peut alors englober des notions d’immaturité, de froideur ou de passivité. L’individualité de l’autre est contestée et ce dernier sera perçu comme interchangeable. L’accent est ainsi mis sur des facettes superficielles de l’individu ou du groupe. Une dichotomie s’installe dans ce processus avec d’un côté les hommes et de l’autre, les machines. Ce processus s’accompagne souvent de comportements d’indifférence, d’absence d’empathie à l’égard des individus victimes de ce type de déshumanisation. La comparaison est ici horizontale  avec aux extrémités les hommes et les « non-humains ». Cette forme de déshumanisation peut notamment se retrouver dans les domaines de la médecine et des technologies.

### Infrahumanisation
L'infrahumanisation, pouvant être considérée comme une variante plus subtile de la déshumanisation théorisée par Haslam , a été étudiée et théorisée par Leyens et collègues. Ils décrivent l'infrahumanisation comme un processus d’attitude dans lequel l'attribution de caractéristiques dépend du groupe d'appartenance des individus : les membres du groupe d'appartenance se voyant attribuer des caractéristiques typiquement humaines alors que les membres des exogroupes se voient attribuer des caractéristiques moins humaines. Ainsi, l’endogroupe représente l’essence de l’humanité tandis que l’exogroupe possède des traits animalisant .
L’infrahumanisation est un phénomène fortement répandu et est souvent renforcé par les contextes de groupes. Le statut de groupe dominant et les conflits intergroupes ne sont pourtant pas une condition nécessaire à son apparition. En effet, le modèle d’infrahumanisation de Leyens suppose que le degré avec lequel les caractéristiques humaines sont attribuées varie en fonction de l'appartenance groupale. Le processus d'infrahumanisation, mis en œuvre par un sujet ou un groupe, ne se généralise pas à tous les exogroupes : une différence est faite entre les exogroupes jugés proches de l'endogroupe et ceux jugés plus éloignés. C'est cette différenciation qui détermine le degré d'infrahumanisation. Cortes et collègues ont d'ailleurs constaté que les meilleurs prédicteurs du processus d'infrahumanisation sont la pertinence de l’exogroupe dans la relation avec l’endogroupe, leur niveau d'interdépendance et un certain sentiment de menace. 
La classification et la catégorisation de la vie sociale se passent d’une manière très arbitraire. Ce découpage n’est cependant pas stagnant ou immuable. Un consensus social à propos d'une catégorie — par exemple un groupe social — peut évoluer à travers le temps par redéfinition, repositionnement envers d’autres groupes ou encore par changement du statut du groupe. À l’idée que les groupes sociaux sont construits s’oppose  la théorie de l’essentialisme. L’essentialisme est la croyance selon laquelle les individus ne sont que ce qu'ils sont, qu'ils sont définis par nature et non par le hasard. Cette croyance implique la conviction qu’il existe des discontinuités à travers l’humanité. L’ethnocentrisme s’aligne avec cette approche. Il s'agit d'une vision des personnes n'appartenant pas à l’endogroupe comme étant inférieures. Quand un individu perçoit son propre groupe d’appartenance comme le seul à posséder et à agir selon des traits typiquement humains, l’exogroupe est infrahumanisé.
L’infrahumanisation n’est pas strictement identique à la déshumanisation. La déshumanisation implique le refus de considérer les membres de l’exogroupe comme faisant partie du groupe des humains : c’est une non-reconnaissance des caractéristiques humaines des membres de l’exogroupe. Cette exclusion complète de l’humanité facilite un environnement déshumanisant qui s’affiche souvent dans des cas extrêmes de conflits armés. L’infrahumanisation se distingue de la déshumanisation par son intensité mais également par sa nature qualitative : dans le cas de la déshumanisation, le processus est mécanique et consiste à soustraire des éléments essentiellement humains à l’exogroupe, tandis que dans le cas de l’infrahumanisation, ce sont des attributs de civilité, de compétences, de fonctions morales supérieures ou encore des attributs culturels qui sont refusés à l'exogroupe. Toutefois, l’infrahumanisation et la déshumanisation peuvent se compléter puisqu'il s'agit dans les deux cas d'une attitude d'infériorisation de l’exogroupe.

## Facteurs

### Processus psychosociaux
La catégorisation sociale, qui correspond à la classification des individus et des groupes au sein de catégories, mène au découpage de l'humanité. Plus précisément, ce processus auquel nous sommes tous soumis permet de diviser le monde en deux grandes catégories: « Nous » VS « Eux ». Cette séparation peut venir mettre en altérité tout un groupe d'individus, considérés comme étrangers. Ainsi, il est plus facile de déshumaniser les personnes qui semblent étrangères par rapport aux personnes connues.

### Idéologie
En psychologie sociale, le concept de nationalisme ne se définit pas uniquement par un facteur de fierté par rapport à son propre groupe mais également par le dénigrement de l’exogroupe. Viki et Calitri ont démontré que l’infrahumanisation est corrélée avec le niveau de nationalisme. Une identification forte à l’endogroupe ne signifie cependant pas une attitude nationaliste. Par contre, la fréquence d’infrahumanisation est plus élevée chez les personnes présentant une forte identification à leur groupe d'appartenance que chez les personnes qui attribuent moins d’importance à celui-ci. Par ailleurs, la volonté d’admettre que son propre groupe a réagi d’une manière inacceptable envers un exogroupe est souvent rejetée par ceux présentant une forte identification.

### Contextes sociaux
L'époque contemporaine connaît toute une série de situations pouvant conduire au cloisonnement des individus, qui se retrouvent alors un peu plus enfermés dans leur sphère privée. De même, certains contextes actuels rendent impersonnels certains espaces de la vie sociale. Des phénomènes tels que la bureaucratisation, l'automatisation, l'urbanisation et la mobilité géographique peuvent créer un terrain favorable à la distanciation des individus, voire à la déshumanisation.
De manière plus spécifique, les conditions de vie concrètes que connaissent les individus peuvent également avoir un effet sur la déshumanisation. Quand les conditions de vie en société deviennent difficiles, que la subsistance des personnes n'est plus assurée et que les besoins de base ne peuvent plus être satisfaits, une idéologie plus favorable à la violence peut émerger. La déshumanisation peut s'opérer au cours de l'évolution de la situation et de la montée de la violence collective.

### Passé de conflits intergroupes et pardon
Des recherches de Branscombe et Doosje, ainsi que des travaux de Castano et Giner-Sorolla ont montré que l'infrahumanisation apparaît chez l’endogroupe à l'égard de l’exogroupe seulement dans la condition où il est historiquement souligné que l’endogroupe est responsable du malheur d'un groupe, par exemple dans le cas d'extermination de ce dernier. Même dans le cas de scénarios imaginaires, ou longtemps après les crimes commis envers l'exogroupe, l’infrahumanisation apparaît et sert de justification aux faits commis. Par contre, si l’endogroupe n’est pas responsable de ce qui s'est passé, peu d'attitudes infrahumanisantes apparaissent.
Cairns et collègues ont montré que le « pardon » envers l’autre groupe est crucial pour l’harmonie entre les groupes. Une attitude infrahumanisante prédit une faible harmonie entre les groupes. À l'inverse, moins le phénomène d’infrahumanisation a lieu, plus la volonté de pardonner l'autre groupe est élevée. Ceci implique que les contacts intergroupes sont importants : ils ont un impact sur le phénomène d’infrahumanisation, sur la considération de l’autre en tant qu'être humain et sur le pardon en général. Le phénomène d’infrahumanisation a donc des conséquences subtiles mais importantes au quotidien, qui peuvent conduire à une diminution des relations harmonieuses entre groupes.

## Conséquences
La déshumanisation des individus considérés comme ennemis, victimes et des peuples colonisés a été associée à des massacres, des atrocités et de l’exploitation. Bien que les recherches récentes n’aient pas eu comme objet d’étude des événements aussi extrêmes, une variété d’effets a été établie comme de potentielles conséquences de la déshumanisation.
Ces conséquences peuvent être réparties en quatre grands groupes. Tout d’abord, les perceptions déshumanisantes d’individus ou de groupes d’individus peuvent non seulement réduire la fréquence d’apparition de comportements prosociaux mais aussi augmenter la fréquence d’apparition de comportements antisociaux à leur égard. Ensuite, ces perceptions peuvent avoir des implications sur le plan de l’évaluation morale des individus victimes de ce processus. Enfin, la déshumanisation peut révéler certaines conséquences positives dans divers domaines, notamment au sein du milieu médical.

### Réduction des comportements prosociaux
Les perceptions déshumanisantes d’individus peuvent être associées à une tendance réduite à répondre de manière prosociale. En effet, selon Vaes et collègues, les individus répondent davantage de manière prosociale aux gens qui s’expriment en termes d’émotions secondaires (émotions considérées comme étant exclusivement humaines) car ils sont perçus comme plus humains. En ce qui concerne les autres, ils sont davantage discriminés par une absence d’aide et de comportements de solidarité à leur égard. Notons que les émotions secondaires sont plus facilement attribuées aux membres de son propre groupe qu’à ceux appartenant à l’exogroupe.
La déshumanisation peut également réduire la fréquence d’apparition d’aide collective. Zebel et collègues ont montré qu’un groupe victime d’atrocités, mais assimilé davantage au monde animal qu’au monde humain, bénéficiait de moins de soutien et de réparations qu’un autre. Par ailleurs, la déshumanisation d’un groupe victime, de violences par exemple, entraîne la diminution de l’empathie à son égard. Par ailleurs, la déshumanisation de délinquants sexuels permet également de prédire un manque d’assistance sur le plan de leur réinsertion.
Enfin, il est à noter que le processus de déshumanisation peut aussi réduire la présence de comportements prosociaux en limitant le pardon intergroupe. Selon l’étude de Tam et  collègues, les Protestants et Catholiques du nord de l’Irlande étaient moins susceptibles de pardonner des violences passées dans le cas où ils infrahumanisaient l’autre communauté. Cet effet était indépendant de la colère ou de l’attitude de cette autre communauté, suggérant que la déshumanisation n’est pas simplement l’épiphénomène d’une évaluation négative. En outre, l’infrahumanisation peut aussi limiter le pardon ou la réconciliation en rendant les excuses inefficaces.

### Augmentation des comportements antisociaux
La réduction de comportements prosociaux envers les groupes déshumanisés représente des omissions, mais les conséquences les plus connues de la déshumanisation impliquent le fait de commettre des actes antisociaux. À ce sujet, le lien entre déshumanisation, violence et agression a été souligné dans les travaux de Kelman et Staub sur les guerres et génocides, et dans ceux de Bandura et collègues établissant que la déshumanisation des victimes désinhibe le fait de commettre des actions violentes. Plusieurs cas de figure peuvent être envisagés.
Tout d’abord, la déshumanisation est parfois associée à des formes d’agression qui ne sont pas liées à une provocation. Par exemple, Rudman et Mescher démontrent que les hommes associant implicitement les femmes à des animaux ou à des objets présentent une plus grande propension aux passages à l’acte en ce qui concerne le viol et le harcèlement sexuel. 
Toutefois, la déshumanisation permettrait également de prédire des formes d’agression perçues comme des réponses légitimes par leur auteur. Ainsi, percevoir les ennemis comme étant moins humains peut mener à soutenir des violences. Par ailleurs, infrahumaniser les criminels permettrait de prédire une tendance aux condamnations sévères, indépendamment de l’aspect moral de l’acte , et une préférence envers une justice rétributive.
D’autre part, des effets similaires ont été observés dans le monde des cyber-guerriers ; la déshumanisation des adversaires, et de soi-même, se rencontre parmi les joueurs de jeux vidéo violents comme l'expliquent Bastian et collègues. La tendance à la déshumanisation que ces jeux suscitent peut augmenter les comportements agressifs dans la vie quotidienne. Ceci peut être dû en partie aux effets de jeux vidéo violents sur l’agressivité générale . 
Enfin, la transgression de normes sociales semblent jouer un rôle dans ce processus. Il y a en effet un lien entre la violation de normes communes, le processus de déshumanisation et des représailles sous forme de traitement punitif des individus auteurs de transgressions. Enfin, le lien discuté entre déshumanisation et exclusion sociale semble par ailleurs particulièrement pertinent pour les groupes socialement déviants.

### Conséquences à l’égard du jugement moral
Une autre conséquence possible des perceptions déshumanisantes, selon Opotow, est le fait d’attribuer une moindre moralité aux individus. Selon Bastian et collègues, les individus perçus comme manquant de traits proprement humains (déshumanisation animale) sont considérés comme moins blâmables et punissables en cas de comportement immoral. Cela peut paraître en conflit avec le constat que les personnes déshumanisées sont souvent la cible de traitement punitif. Une explication possible à ce paradoxe est le fait qu'être punitif ne soit pas guidé par la perception que l’auteur de l’acte est moralement responsable de celui-ci mais davantage par sa dangerosité perçue ou la menace qu’il représente. Le traitement coercitif est requis précisément parce qu'ils ne sont pas susceptibles de raison ou capables de se contrôler.

### Conséquences fonctionnelles
Dans le monde médical, la déshumanisation peut présenter, contre toute attente, certains aspects fonctionnels. En effet, selon Lammer et Stapel, sous certaines conditions, la déshumanisation sur le plan médical peut être bénéfique pour les patients. Ainsi lors de leur expérience, les participants qui déshumanisaient leur patient fictif recommandaient un traitement plus douloureux que les autres mais au bout du compte plus efficace. De plus, les professionnels du monde de la santé moins enclins à humaniser leur patient fictif feraient preuve de moins de symptômes d'épuisement. Ces études montrent que la déshumanisation peut révéler dans certaines circonstances des avantages dans des domaines particuliers comme celui de la médecine. Ces résultats sont toutefois à nuancer face aux solides constats selon lesquels l’empathie et l’humanisation influencent de manière positive l’état des patients.

## Concepts en lien

### Objectification

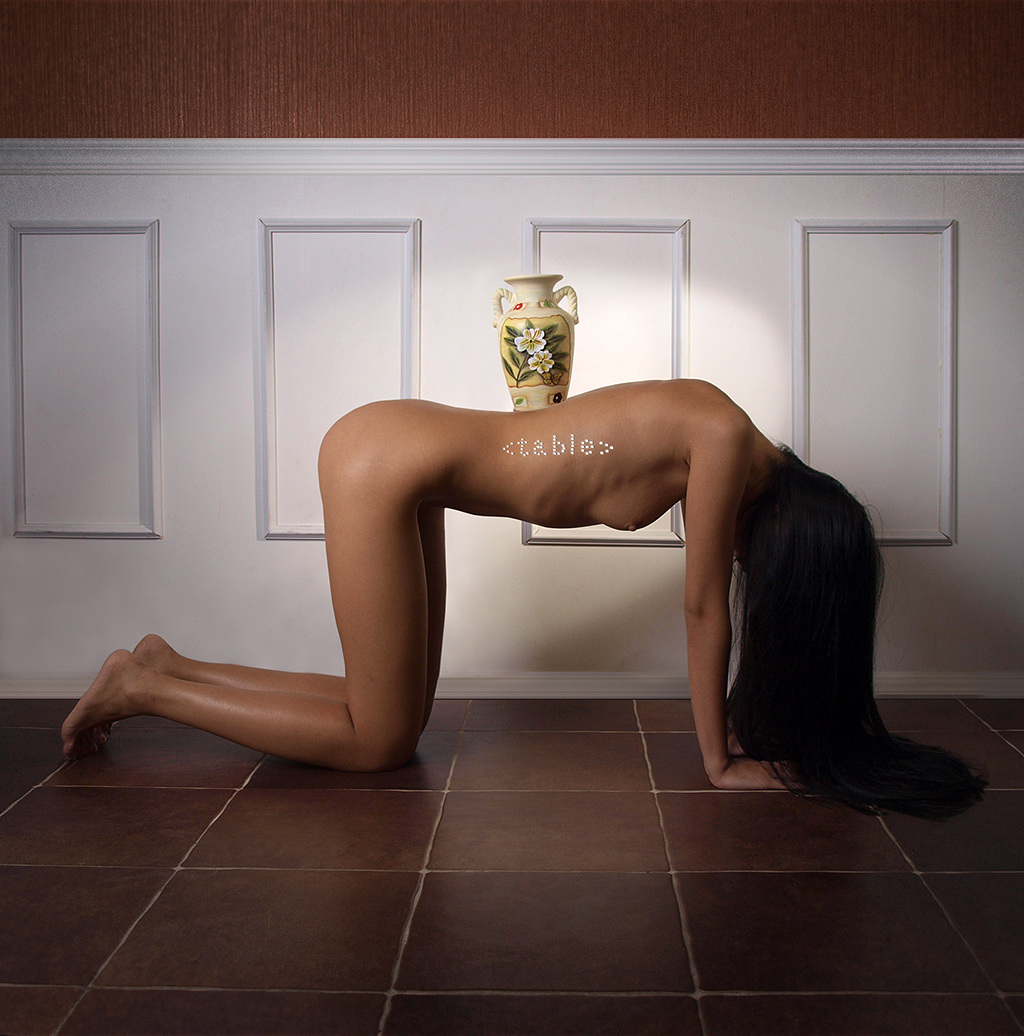
Caricature de l'objectification sexuelle d'une femme.

L'objectification et la déshumanisation sont deux notions de psychologie sociale et de philosophie entretenant des liens étroits. Ces processus, menant tous deux à percevoir les individus de façon inadéquate peuvent être considérés comme des biais perceptifs. Plus précisément, si la déshumanisation revient à percevoir et à traiter les personnes comme non humaines, ou moins qu'humaines, l'objectification revient à réduire les personnes à l'une de leurs fonctions ou à une partie de leur corps, ce qui peut souvent conduire à les considérer plutôt comme des objets. Ainsi, la personne objectifiée (ou réifiée) peut être réduite à une simple fonction, séparée de sa qualité d'individu entier, telle que la force de travail pour un employé, ou encore à une partie de son corps, comme les femmes dans certaines productions pornographiques.

### Stéréotypes
Selon le Stereotype Content Model de Fiske et collègues, les stéréotypes de groupe varient sur deux dimensions ; les dimensions de chaleur et de compétence. Ainsi, les groupes admirés (les membres de son propre groupe, par exemple) sont perçus comme bons sur ces dimensions ; chaleureux et compétents. En ce qui concerne les groupes qui peuvent inspirer de la pitié, comme les personnes âgées, ces derniers sont perçus comme chaleureux mais incompétents. Quant aux groupes enviés (par exemple, les riches), ils sont considérés comme compétents mais froids. Enfin, les groupes évoquant le dégoût comme les sans-abri sont perçus comme froids et incompétents. D’après Harris et Fiske, les perceptions déshumanisantes ciblent ce dernier type de groupes qui échoue à s’engager dans le réseau social et semble activer des structures responsables du sentiment du dégoût, telles que l'insula. De plus, on n’attribuerait pas spontanément des états mentaux à ceux-ci, contrairement aux trois autres groupes évoqués dans ce modèle. Cependant, les groupes perçus comme froids mais compétents peuvent également être la cible de déshumanisation en étant associés à des robots, ce qui rejoint la forme mécaniste de la théorie de Haslam.

## Résistance
Relativement peu d’attention a été portée dans la littérature au problème suivant ; « comment les perceptions déshumanisantes peuvent-elles être réduites ? » Ce problème est complexe. Tout d’abord, parce que nombreuses sont les perceptions déshumanisantes qui prennent racine dans des stéréotypes et relations intergroupes de longue date. Deuxièmement, ces perceptions sont souvent inconscientes et automatiques. Troisièmement, les perceptions déshumanisantes sont souvent renforcées par de solides motivations et préjugés ; elles peuvent protéger l’identité intragroupe, elles peuvent être une cible mouvante car les gens jugent l’humanité des autres indépendamment de ce qui distingue leur groupe des autres et les individus ont tendance à résister aux informations qui modifient leurs habitudes.
Malgré cela, des études montrent que le comportement prosocial peut être augmenté et que la déshumanisation peut être réduite. Une solution est le contact intergroupe. Un contact intergroupe plus fréquent ou de meilleure qualité est associé à moins de perceptions déshumanisantes. 
Une seconde manière pour réduire la déshumanisation est de promouvoir une identité commune et ainsi souligner les similarités, le destin commun des différents sous-groupes. Cependant, certains auteurs conseillent une certaine prudence à propos de l’intention de rendre l'identité humaine saillante. En effet, des groupes ayant nui aux autres pourraient utiliser ces notions d’humanité partagée pour détourner leur responsabilité et leur culpabilité collective et attendre un pardon immérité. De plus, la conscience d’une humanité commune pourrait réduire l’empathie pour les groupes victimes et avoir l’effet inverse que prévu ; il peut par exemple normaliser les agressions et les violences et excuser les comportements nuisibles en les considérant comme simplement humains.
Par ailleurs, d’autres études ont montré des méthodes alternatives à l'identité commune pour réduire la déshumanisation comme le fait de souligner les similarités entre les êtres humains et les animaux ou faire davantage de catégorisations multiples. Ainsi, concernant ce dernier point, il a été démontré qu’une catégorisation multiple des personnes noires (plusieurs catégories en fonction de l’âge, du genre, de la religion, etc.) atténuait les perceptions déshumanisantes en Italie. 
Il n’en reste pas moins que la littérature au sujet de la déshumanisation présente un manque criant de ce type de recherches expérimentales sur la manière d'y résister, recherches qui présentent pourtant un grand intérêt.